# المسيحية في بنغلاديش

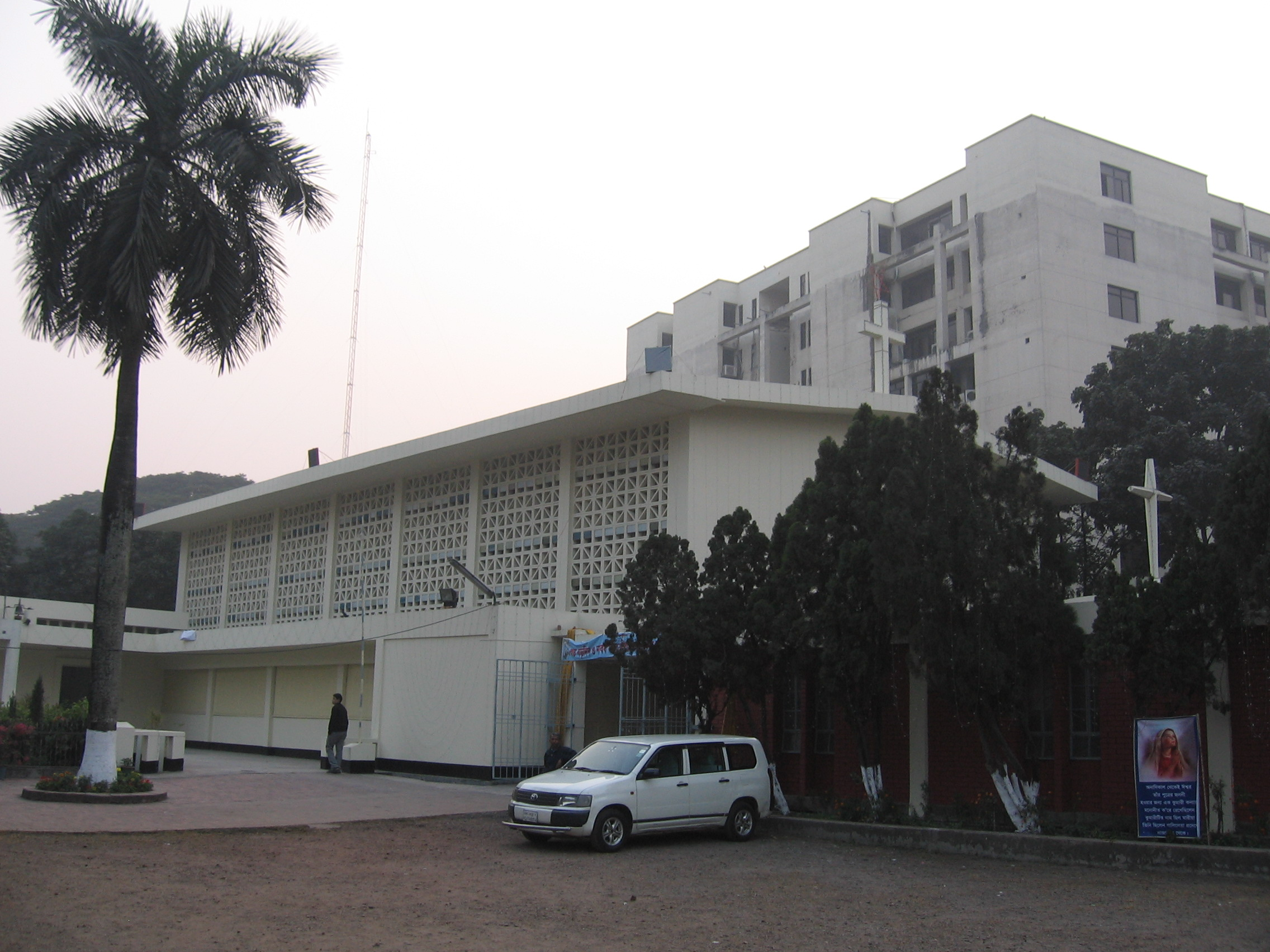
كاتدرائية الحبل بلا دنس في مدينة دكا.

تشكل المسيحية في بنغلاديش رابع أكثر الديانات انتشاراً بين السكان بعد الإسلام والهندوسية والبوذية، وقد وصلت المسيحية إلى ما هو الآن بنغلاديش خلال القرن السادس عشر وأواخر القرن السابع عشر، وذلك من خلال التجار والمبشرّين البرتغاليين. وفقًا لتعداد السكان عام 2011، حوالي 0.3% من إجمالي سكان البلاد عرفوا أنفسهم كمسيحيين، ووفقاً لمركز بيو للأبحاث عام 2020 تُقدر أعداد المسيحيين بحوالي 520,000 نسمة، يتوزعون بين مذهب الكنيسة الرومانية الكاثوليكية والبروتستانتية. في حين يُقدر باحثين آخرين تعداد المسيحيين بحوالي 640,000 نسمة. وعلى الرغم من صغر عددهم، أسهم المسيحيين في بنغلاديش إسهامًا كبيرًا منذ استقلالها في عام 1971. كما أن المسيحيين هم المجموعة الدينيَّة الأكثر تعلمًا في بنغلاديش وذلك وفقًا لدراسة قامت بها مركز بيو للأبحاث عام 2016 تحت اسم الدين والتعليم حول العالم.

## تاريخ

### العصور المبكرة

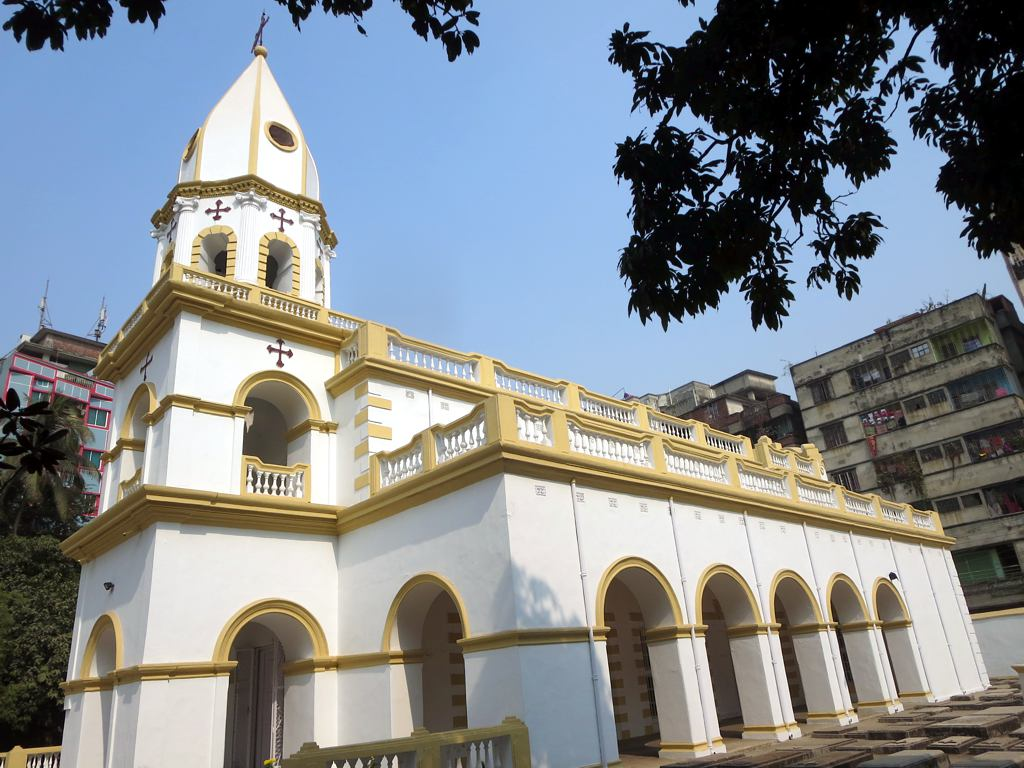
كنيسة القيامة الأرمنيَّة في مدينة دكا القديمة.

يُعزى الاتصال الأول مع المسيحية في شبه القارة الهندية إلى توما الرسول، والذي حسب التقاليد المسيحية بشّر في ولاية كيرالا. بحسب التقليد السرياني في الهند فإن المسيحية وصلت هناك عن طريق نشاط توما، أحد تلامذة المسيح الإثنا عشر، حيث قام بناء سبع كنائس خلال فترة تواجده هناك. غير أن أقدم ذكر لهذا التقليد يعود إلى القرن السادس عشر. وبحسب كتاب أعمال توما الذي كتب بالرها بأوائل القرن الثالث فقد ذهب توما إلى منطقة نفوذ الملك الفارثي جندفارس الواقعة في باكستان حاليًا. بينما يصف عدة كتاب ومؤرخون مسيحيون توما الرسول برسول الهنود.
يرتبط التاريخ المبكر للكنيسة الكاثوليكية في بنغلاديش ارتباطًا وثيقًا بالنشاط التبشيري البرتغالي في بقية شبه القارة الهندية. وعلى الرغم من أن الآباء اليسوعيين كانوا نشطين في عصر الحكام المغول في القرنين السادس عشر والسابع عشر، الاّ أنّ أول كنيسة رومانية كاثوليكية أنشأت في بنغلاديش قبل البرتغاليين، القادمين من غوا على الساحل الغربي للهند. في عام 1598، وصل أول كاهن كاثوليكي مع التجار البرتغاليين، وانتشرت المسيحية عبر البنغال من قبل التجار البرتغاليين إلى جانب المبشرين المسيحيين، وفي القرن السابع عشر انتقل بعض البرتغاليين إلى دكا، ونتيجة لذلك انتشرت المسيحية عبر البنغال من قبل التجار البرتغاليين إلى جانب المبشرين المسيحيين. وأسس التجار البرتغاليين أولى الكنائس المسيحية في شيتاغونغ، وأطلق التجار البرتغاليون، ومعظمهم من المسيحيين، على شيتاغونغ اسم بورتو غراندي دي بنغالا. نشر المبشرين البرتغاليين الكاثوليك أول كتاب عن قواعد اللغة البنغالية. ونتيجة لعمل البعثات التبشيرية البرتغالية التي وصلت إلى شيتاغونغ في القرن السادس عشر؛ فإن معظم المسيحيين البنغلاديشيين لديهم ألقاب برتغالية.

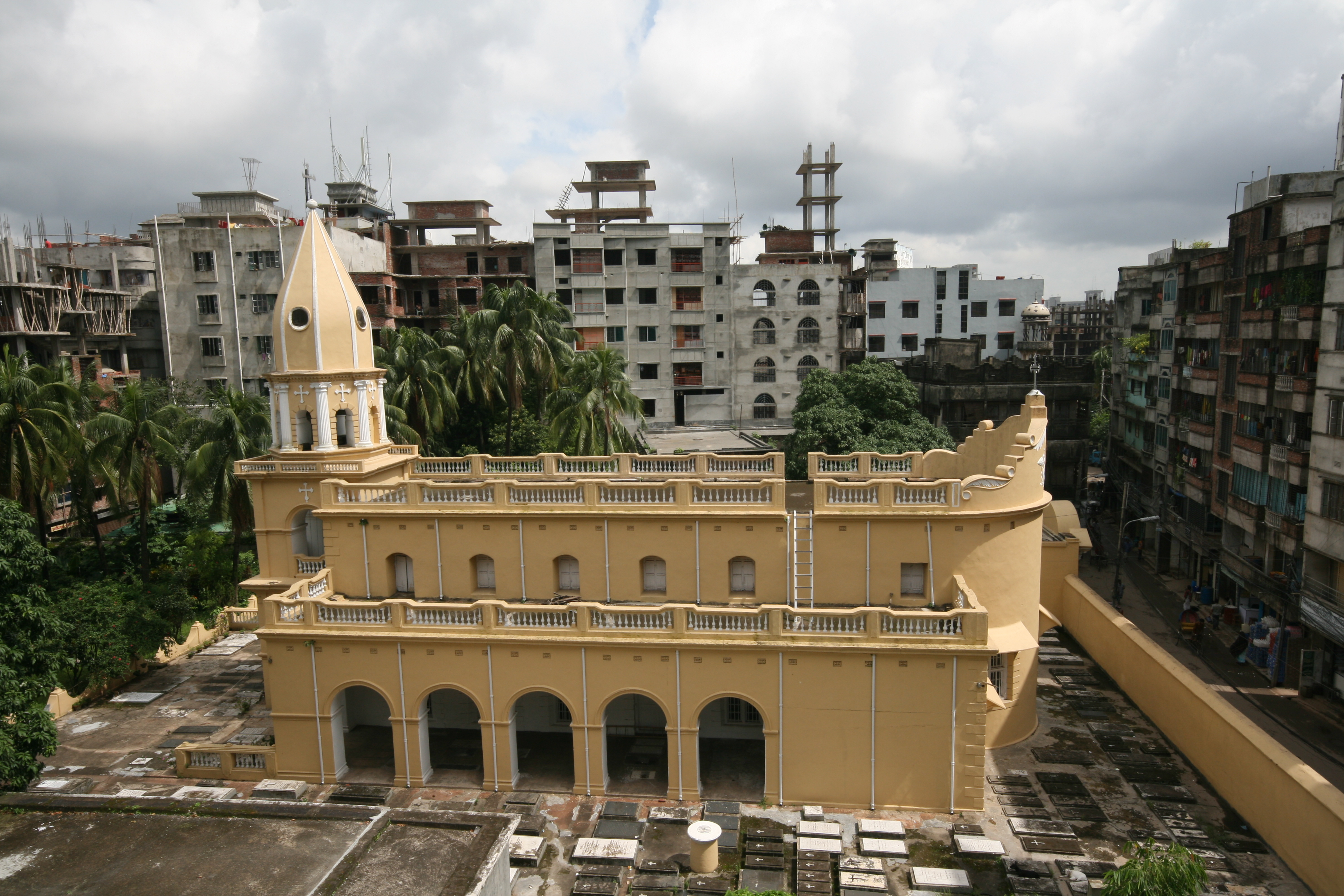
كنيسة القيامة الأرمنيَّة في مدينة دكا القديمة.

في عام 1606 أنشئ الحي الأرمني نيو جلفة بواسطة مرسوم من الشاه عباس الأول، وهو شاه بارز من السلالة الصفوية. قدم إلى الحي أكثر من 150,000 من الأرمن إلى جولفا من ناخيتشيفان. وقد جاء الأرمن إلى بلاد فارس فارين من الاضطهادات في الدولة العثمانية؛ في حين وفقًا لإدعاءات أوروبية وأرمنية تقول أن السكان الأرمن تم نقلهم بالقوة في 1604 إلى أصفهان من قبل الشاه عباس الأول. على الرغم من اختلاف أسباب قدوم الأرمن إلا أنّ جميع الإدعاءات تتفق أن الأرمن من سكان جولفا ازدهرت على أيديهم التجارة خاصًة تجارة الحرير الخاصة بهم، وعمل الأرمن في أصفهان كتجار أغنياء، في أواخر القرن السابع عشر، سيطر الأرمن تقريبًا على كل التجارة الفارسيَّة. وأنشأ الأرمن شبكات تجارية واسعة في مدن مثل بورصة، وحلب، والبندقية، وليفورنو، ومرسيليا، وأمستردام. وهكذا أصبح الأرمن المسيحيين النخبة التجاريَّة في المجتمع الصفوي من خلال وجود رأس مال كبير أتاح للمسيحيين حرية دينية كبيرة فضلًا عن ثراء وسطوة. ومنذ القرن الثامن عشر تواجد في البلاد حضور أرمني أرثوذكسي تاريخي حيث كان للأرمن القادمين من بلاد فارس شبكة تجاريّة واسعة فبنوا الكنائس والمدارس والجمعيّات الخاصة بهم. وقد أتيح للمسيحيين الأرمن حرية دينية كبيرة فضلًا عن ثراء وسطوة اجتماعية. في دكا، كان التجار الأرمن يتاجرون في الجوت والجلود، وقد أقنعت الربحية في هذه الأعمال البعض بالانتقال بشكل دائم إلى بنغلاديش. أصبحت المنطقة التي كان يعيش فيها تُعرف باسم أرمانيتولا، والتي كانت آنذاك منطقة تجارية مزدهرة. وكانت الحصة الأرمنية في عام 1747 في تجارة المنسوجات والحرير حوالي 27%. وفي عام 1781 قام التجار وأثرياء الأرمن ببناء كنيسة القيامة الأرثوذكسية في دكا القديمة، والتي تعد أقدم الكنائس الأرمنية في البلاد.

### الحقبة الإستعمارية

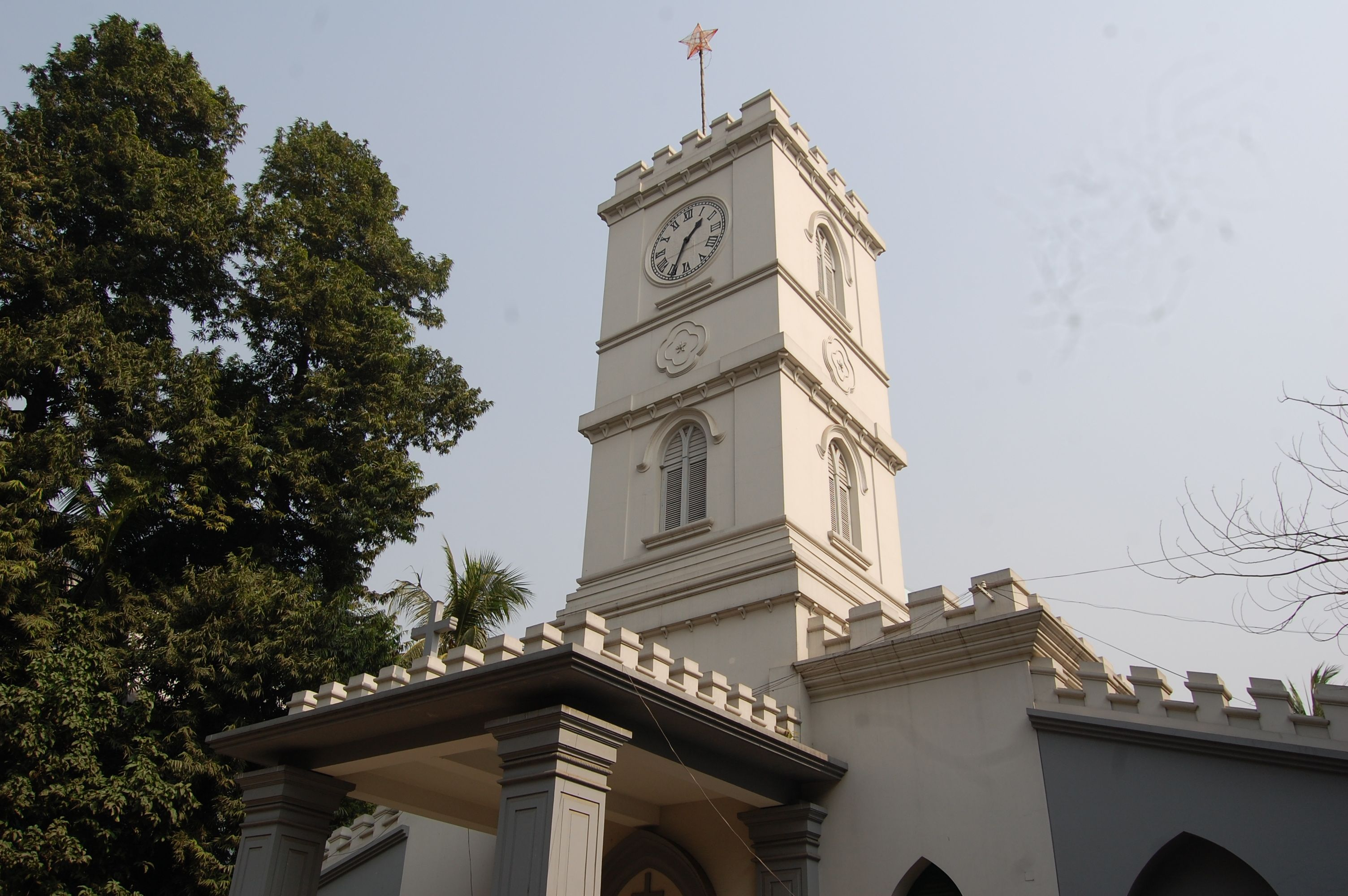
كاتدرائية مار توما في مدينة دكا.

بدأت الجهود التبشيرية البروتستانتية في النصف الأول من القرن التاسع عشر. انتقل المبشر البريطاني وليام كاري، والذي أسس جمعية التبشير المعمدانية، إلى الهند البريطانية في عام 1793 وعمل كمبشر في مستعمرة سيرامبور الدنماركية، بسبب معارضة شركة الهند الشرقية البريطانية. وقام بترجم الكتاب المقدس إلى اللغة البنغالية حيث اكتمل عمله في عام 1809. وكان أول متحول إلى المسيحية من البنغال هو كريشنا بال، والذي تخلى عن ديانته بعد التحول. ونشطت الكنيسة المعمدانية في الأنشطة التبشيرية بدءًا من عام 1816، وذلك وصلت بعثة أكسفورد الانجليكانية، وغيرها وقامت بالتبشير أساسًا بين الشعوب القبلية في التلال المنخفضة في الأجزاء الشمالية من ميمنسينغ وسيلهيت. وقامت ببناء العديد من الكنائس المسيحية والمدارس والمستشفيات لخدمة المجتمع الأوروبي والمحلّي. والتي أصبحت فيما بعد مراكز للأنشطة التبشيرية، وبخاصة بين الهندوس.
في بداية القرن الثامن عشر بدأ المبشرون البروتستانت العمل في جميع أنحاء شبه الجزيرة الهندية، مما أدى إلى إنشاء مجتمعات بروتستانتيَّة مختلفة في جميع أنحاء شبه القارة الهندية. وفي وقت لاحق في خلال القرنين التاسع عشر والعشرين، تحول العديد من أبناء الطبقة العليا البنغاليين إلى المسيحية خلال عصر النهضة البنغالية تحت الحكم البريطاني.
كان لعمل الإرساليات المسيحية تأثير على الطلاب الهنود في مدارسها، والذين لعبوا لاحقاً أدوراً بارزة في النهضة البنغالية، وفي النمو النشاط التجاري والإداري. ويُعتبر البنغاليين المسيحيين أقلية نموذجية، ونظرًا لمساهمتهم الهامة في الثقافة البنغالية والمجتمع في القرنين الماضيين. كذلك يعتبر المجتمع المسيحي البنغالي من بين أكثر المجتمعات تقدمَا في البنغال.

### العصور الحديثة

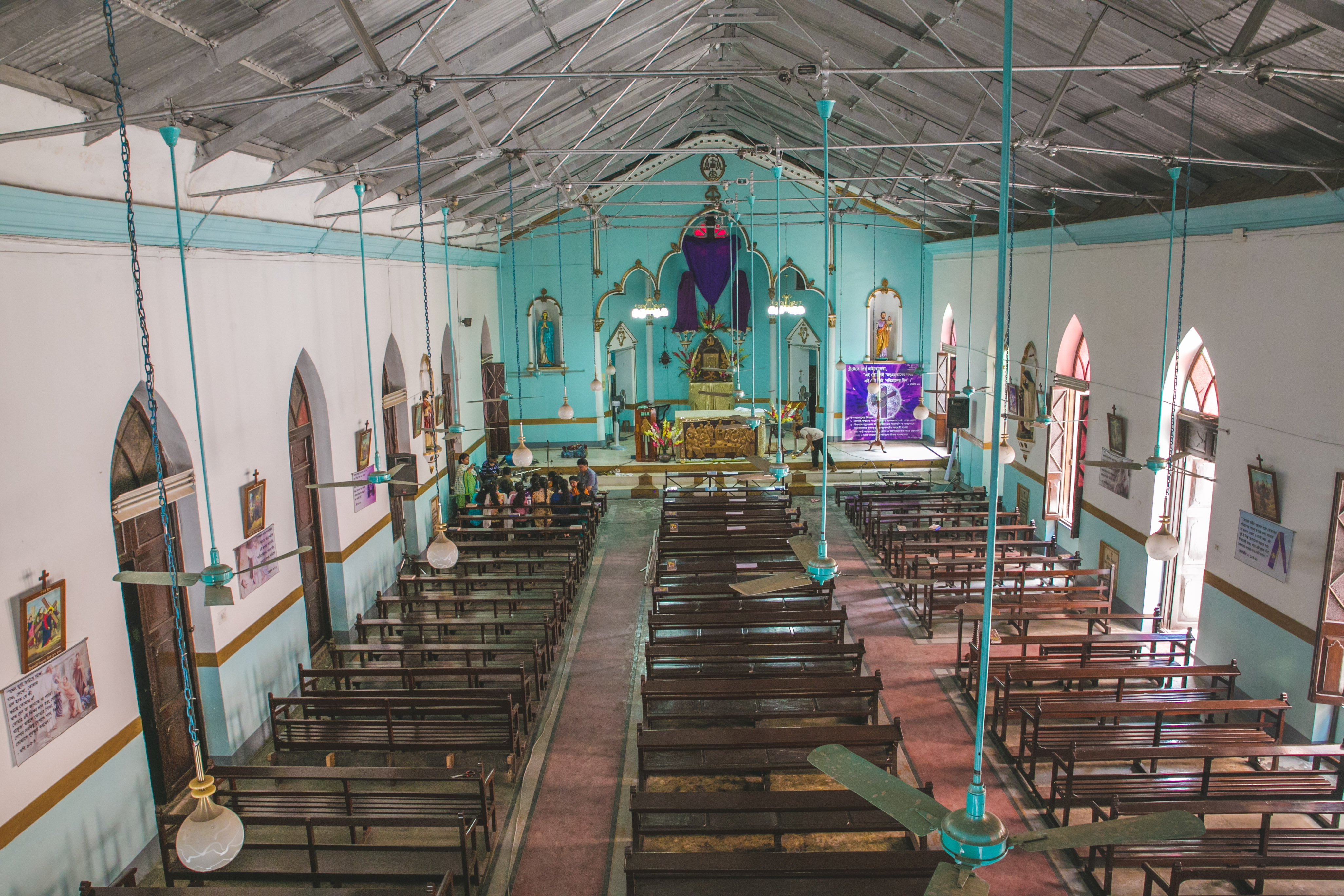
كنيسة الصليب المقدس في مدينة دكا.

بسبب الهجرات الجماعية والاضطرابات الاجتماعية بين المسلمين والهندوس بعد تقسيم شبه القارة الهندية عام 1947، اضطرت الكنيسة الرومانية الكاثوليكية إلى إعادة هيكلتها. في 26 مارس من عام 1971 حصلت بنغلاديش استقلالها عن باكستان، وقدمت وزارة الشؤون الدينية المساعدة والدعم للمؤسسات المسيحية في البلاد، وأصبحت دكا وجهة حضرية لهذا البلد الجديد وازدادت أهميتها، وأصبحت العاصمة السياسية للبلاد والعاصمة الروحية للمجتمع الكاثوليكي. في أواخر عام 1980، كانت الحكومة لا تفرض أي قيود على الأنشطة الدينية للبعثات والمجتمعات المحلية المسيحية. وكانت المدارس والمستشفيات والكليّات المسيحية ذات الحضور الجيد في المجتمع، تخدم الأفراد من جميع الأديان. ويضم المجتمع المسيحي حوالي ألف مدرسة مسيحية وحوالي مائة مراكز صحيَّة ومستشفيات. يتمتع المسيحيون في بنغلادش عادًة بفرص أفضل للتعليم ومستوى معيشة أفضل مقارنة بالمسلمين والهندوس. في أواخر عام 1980، كان عدد أتباع المسيحية في تزايد وكانت تنمو بسرعة، وكان معظمهم من الرومان الكاثوليك. وعلى الرغم من صغر العدد، أسهم المسيحيين في بنغلاديش إسهامًا كبيرًا منذ استقلالها في عام 1971.
بحسب دراسة تعود لعام 2015 وجدت أن أعداد المسلمين المتحولين للديانة المسيحية في بنغلاديش يصل إلى حوالي 130,000 نسمة. ويشير مصدر أنه على الرغم أن الاضطهاد ضد المسيحيين في بنغلادش آخذ في الارتفاع، فإن عدد المسلمين الذين يعتنقون المسيحية في تزايد. ووفقاً لمنظمة حقوق الإنسان «كريستيان فريدوم إنترناشونال»، يقدر أن ما يصل إلى 91,000 مسلم في بنغلادش قد تحولوا إلى المسيحية بين عام 2010 وعام 2016، على الرغم من أن الردة عن الإسلام عليها القانون.

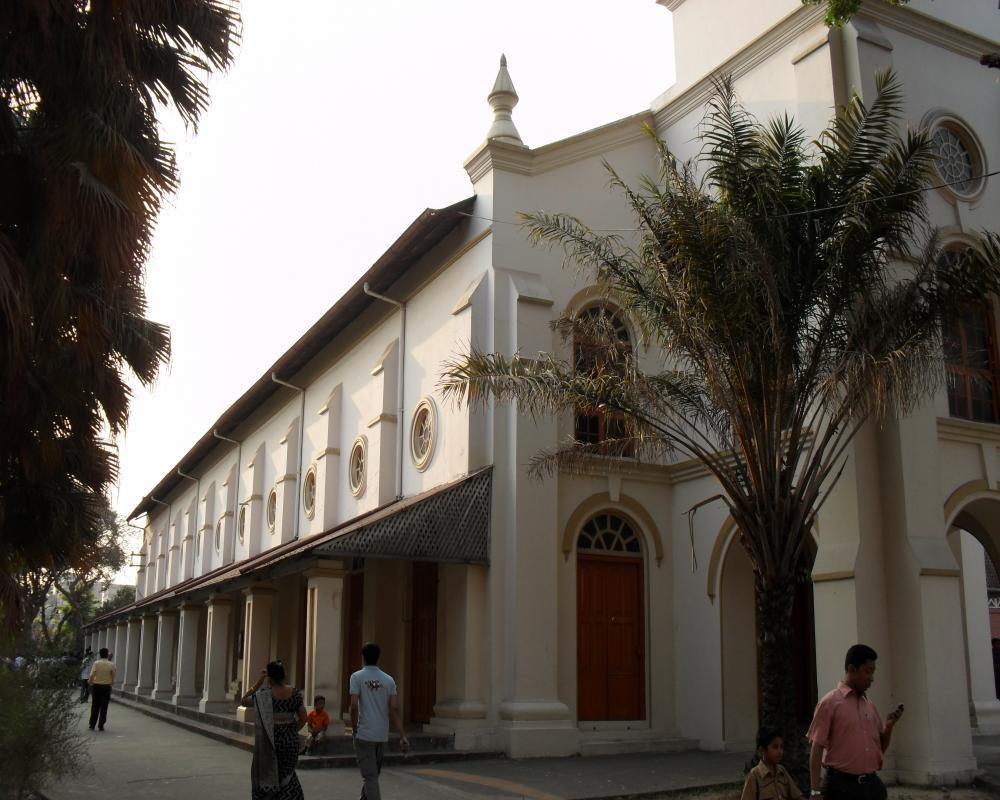
كنيسة المسبحة المقدسة في مدينة شيتاغونغ.

في 3 يونيو 2001 قتل تسعة أشخاص في انفجار في كنيسة كاثوليكية في جوبالجانج. ومنذ صعود تنظيم القاعدة وتنظيم داعش، ازداد العنف والتهديدات وأشكال شتى من القمع ضد غير المسلمين، وأشار تقرير لوزارة الخارجية الأمريكية في عام 2014 إلى عدم كفاية الجهود الحكوميَّة لحماية الأقليات الدينية. وفي يناير من عام 2014، أشعلت النيران في منازل يسكنها مسيحيين وأصيب ثمانية من الكاثوليك، على خلفية ممارسة حقهم في التصويت في الانتخابات البرلمانية الوطنية. وفي يوليو من عام 2014 اقتحم غوغاء ستين ديرًا كاثوليكيًا، حيث شرعوا في ضرب الراهبات والكهنة. في أبريل من عام 2015 هاجم الغوغاء عددًا من الكنائس وطعنوا قسيسًا خلال عيد القيامة. وفي ديسمبر من عام 2015، هوجم ثلاثة أشقاء من أسرة كاثوليكية أثناء تواجدهم داخل منازلهم، وأصيب اثنان منهم بجروح خطير. في أوائل من فبراير عام 2016 داهمت مجموعة حوالي عشرين كنيسة ودير ليلاً، وتم ضرب الراهبات ونهب الممتلكات. في يوليو من عام 2016 قتل ما يقرب من اثني عشر شخصًا على يد مسلح خلال هجوم على مطعم شعبي في دكا حيث كان من المعروف أن المسيحيين من المترددين على هذا المطعم.
على الرغم من أنَّ نسبة المسيحيين تبلغ 0.3% من مجموع سكان بنغلاديش، لكن تأثيرهم الإجتماعي ملحوظ ومشاركتهم في قطاع التعليم والصحة كبير، حيث يملك المجتمع المسيحي الصغير على حوالي 1,000 مدرسة وحوالي مائة مركز رعاية صحية ومستشفى. ويدير المجتمع المسيحي في بنغلاديش على أكبر بنك تعاوني في دكا.

## الطوائف المسيحية

### الكاثوليكية

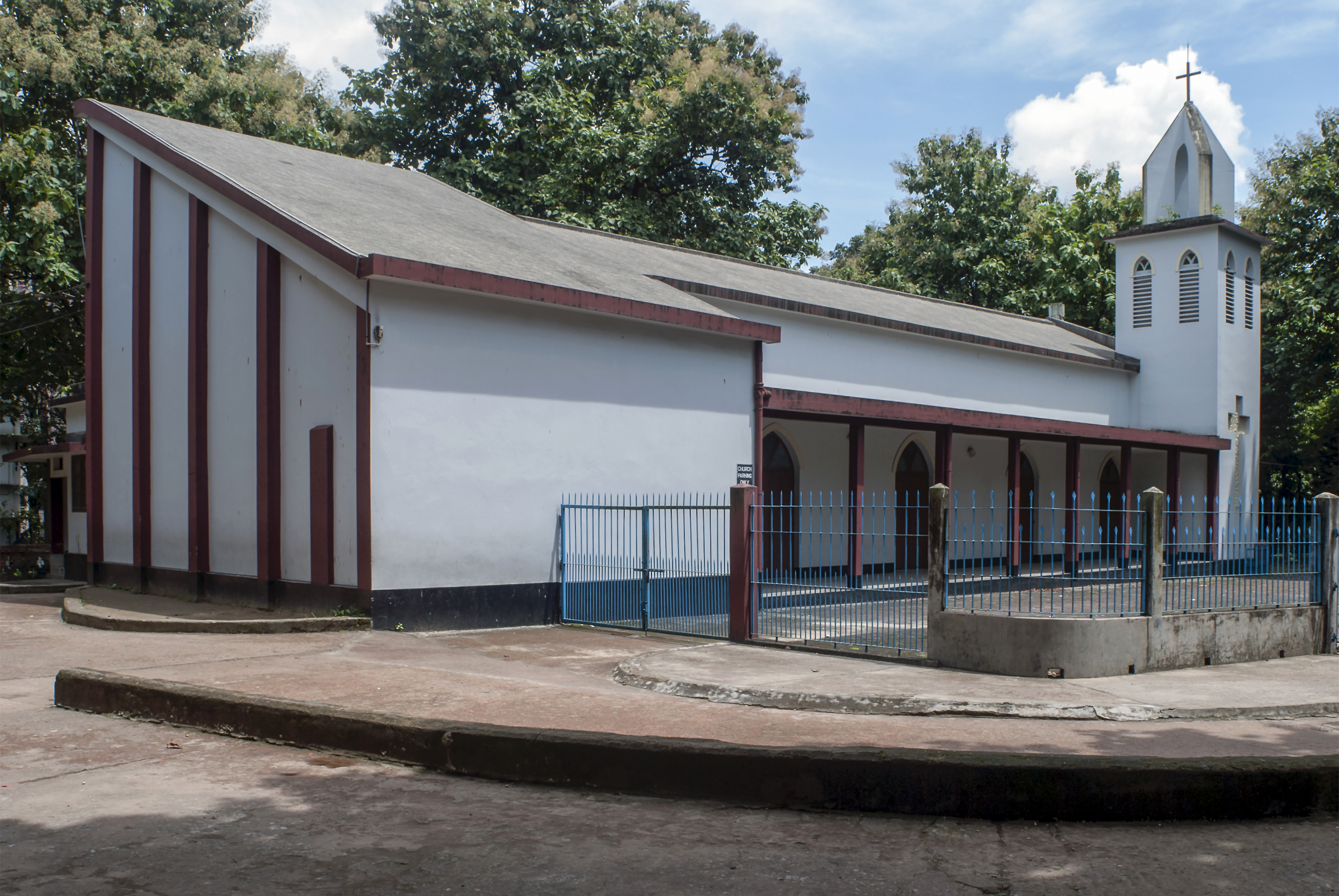
كنيسة الحبل بلا دنس في مدينة شيتاغونغ.

الكنيسة الكاثوليكية البنغلاديشيَّة هي جزء من الكنيسة الكاثوليكية العالمية في ظل القيادة الروحية للبابا في روما ومجلس الأساقفة البنغلاديشي. وتعد المذهب الكاثوليكي أكبر المذاهب المسيحية في البلاد، ويعود وجود الكنيسة في البلاد إلى القرن السادس عشر. يقطن معظم كاثوليك في البلاد في المراكز الحضريَّة، ويدير الكاثوليك شبكة من المدارس والمستشفيات والمؤسسات الخيريَّة. حوالي 60% من كاثوليك البلاد من أصول قبليَّة، ويتوزع الكاثوليك على ثمانية أبرشيات وأسقفيتين. تأسس مجلس الأساقفة البنغلاديشي في عام 1971 وكان الغرض من هذا المجلس هو تيسير السياسة العامة والعمل المشترك في المسائل التي تؤثر أو قد تؤثر على مصلحة الكنيسة الكاثوليكية في بنغلاديش، وقد زار البابا يوحنا بولس الثاني دكا في نوفمبر من عام 1986. وزار البابا فرنسيس البلاد في عام 2017.

### البروتستانتية
تعد البروتستانتية ثاني كبرى الطوائف المسيحية في البلاد، ويتوزع البروتستانت بين الكنيسة الأنجليكانية واللوثرية والخمسينية والأدفنتست. يعود حضور الكنائس البروتستانتية في البلاد إلى بداية القرن الثامن عشر حيث بدأ المبشرون البروتستانت العمل في جميع أنحاء شبه الجزيرة الهندية، مما أدى إلى إنشاء مجتمعات بروتستانتيَّة مختلفة في جميع أنحاء شبه القارة الهندية. وفي وقت لاحق في خلال القرنين التاسع عشر والعشرين، تحول العديد من أبناء الطبقة العليا البنغاليين إلى المسيحية خلال عصر النهضة البنغالية تحت الحكم البريطاني. ويعتبر البنغاليين المسيحيين أقلية نموذجية، ونظرًا لمساهمتهم الهامة في الثقافة البنغالية والمجتمع في القرنين الماضيين. كذلك يعتبر المجتمع المسيحي البنغالي من بين أكثر المجتمعات تقدمَا في البنغال.

## المجتمع

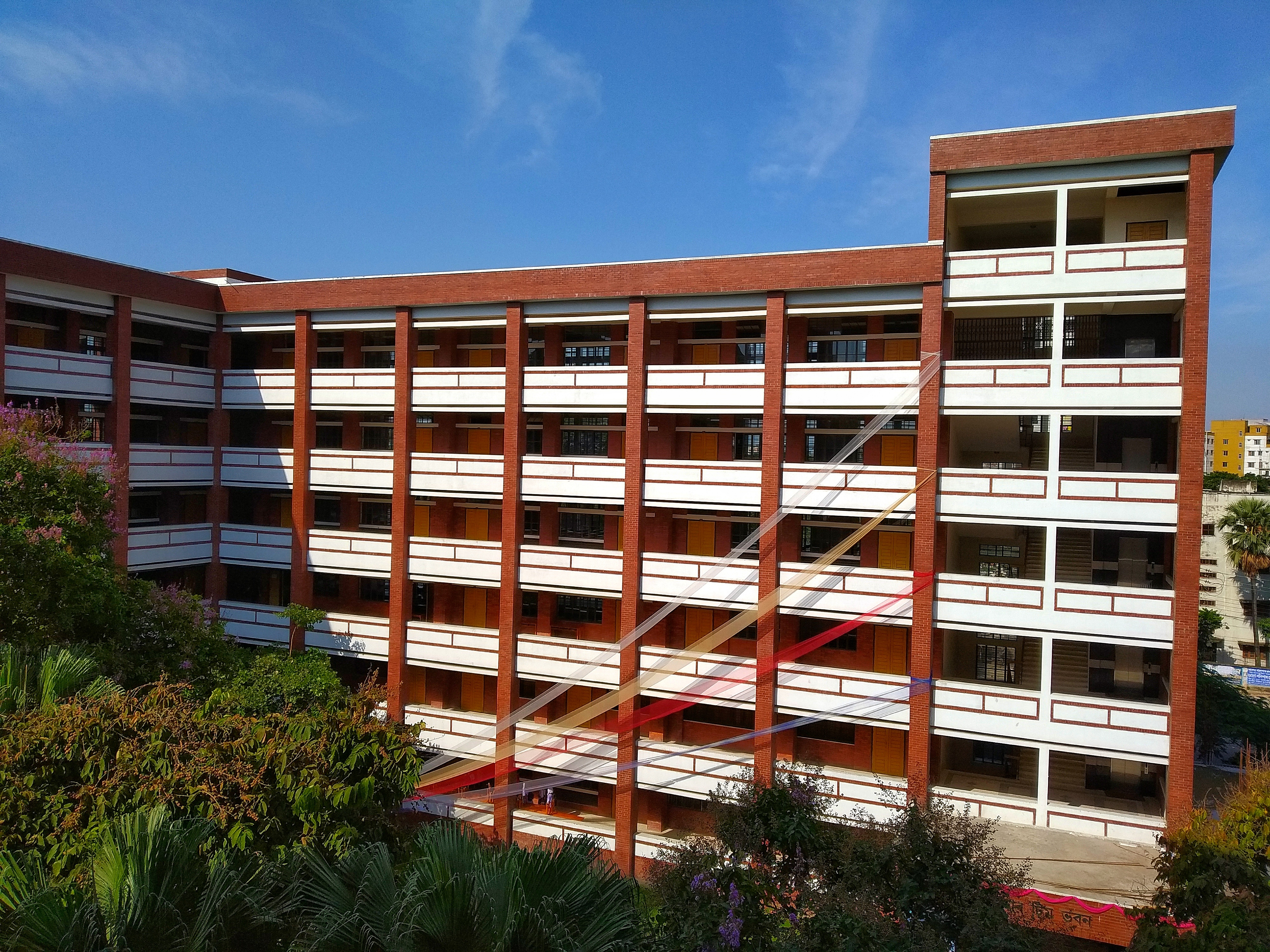
كلية النوتردام الكاثوليكية في دكا.

على الرغم من أنَّ نسبة المسيحيين تبلغ 0.3% من مجموع سكان بنغلاديش، لكن تأثيرهم الإجتماعي ملحوظ ومشاركتهم في قطاع التعليم والصحة كبير. يملك المجتمع المسيحي الصغير على حوالي 1,000 مدرسة وحوالي مائة مركز رعاية صحية ومستشفى. ويدير المجتمع المسيحي في بنغلاديش على أكبر بنك تعاوني في دكا. إن نسبة الحاصلين على تعليم في بنغلاديش في صفوف المسيحيين هي الأعلى مقارنة مع بقية الطوائف. وفقًا لدراسة قامت بها مركز بيو للأبحاث عام 2016 تحت اسم الدين والتعليم حول العالم حوالي 8% من المسيحيين في بنغلاديش حاصلين على تعليم عال ومن حملة الشهادات الجامعيَّة، بالمقارنة مع 5% من الهندوس وحوالي 4% من البوذيين وحوالي 4% من المُسلمين.
وفقاً لتقرير من عام 2012 حقق خريجين (من جميع الخلفيات الدينية) المدارس التبشيرية الكاثوليكية والجامعات الكاثوليكية على أعلى درجات في الاختبارات على مستوى البلاد. ويستند هذا إلى نتائج منتصف السنة التي تم نشرها عام 2012 والتي وضعت المرافق التعليمية الكاثوليكية على رأس القائمة، مثل كلية نوتردام وكلية الصليب المقدس وكلية سانت جوزيف وكلية سانت بلاسيد. تُشتهر الكنيسة الكاثوليكية في بنغلاديش بمؤسساتها التعليمية. بالإضافة إلى البرامج الأكاديمية المنتظمة، تعلم هذه المؤسسات الطلاب كيفية مكافحة الفقر والقيم الأسرية. تدير الكنيسة الكاثوليكية إجمالاً 52 مدرسة ثانوية وحوالي أربعة كليات إلى جانب كلية لتدريب المعلمين والعديد من المدارس الابتدائية في جميع أنحاء البلاد. وعلى الرغم من أن بنغلاديش هي في الغالب دولة مُسلمة، فإن قادة الحكومة يقدرون جودة التعليم المقدم في المدارس الكاثوليكية.
بعد أن عمل في بنغلاديش كمبشر منذ عام 1952، حصل الكاهن ريتشارد ويليام تيم على جائزة رامون ماجسايساى أو كما تسمى بجائزة نوبل الآسيوية في عام 1987 تقديراً لعمله كمدرس وعالم أحياء وجهوده مع كاريتاس في أعمال الإغاثة. في التسعينيات من القرن العشرين، عارض الكثير من الناس المحليين مساعدات المنظمات غير الحكومية المسيحية، وبالتالي كان هناك ارتفاع في عدد الاحتجاجات والعنف الذي كان يُعارض التأثير الديني للمنظمات غير الحكومية المسيحية. وفقاً للباحث الإسلامي محمد سعيد الإسلام أُعتبرت ما يصل إلى 52 منظمة غير حكومية «معادية للإسلام» والتي تهدف إلى «تبشير» الأمة الإسلامية، وأنها كانت تستهدف الضعفاء والمنبوذين وغير المتعلمين والفقراء.

### الاضطهاد
يواجه المسيحيون في بنغلاديش ضغطاً من الجماعات الإسلامية المتطرفة أو التهديدات (مثل الاضطهاد والمضايقة) من المجتمع الأوسع. في عام 2019، تم حرق أو تدمير العديد من الكنائس. لمكافحة هذا، كان المسيحيون يجتمعون سراَ أو في منازل صغيرة لممارسة دينهم. بالإضافة إلى ذلك، في عام 2020 ، يُزعم أن الشرطة احتجزت العديد من المسيحيين بتهمة «التحول غير القانوني».
انتقلت بنغلاديش من المركز 35 في قائمة المراقبة العالمية للاضطهاد المسيحي في عام 2015 إلى المرتبة 48 في عام 2019. ومع ذلك، أدّى ارتفاع حاد في العنف ضد المسيحيين في عام 2019 إلى عودة البلد إلى الرقم 38 في القائمة.

#### هجمات أخرى على المسيحيين
في 3 يونيو عام 2001، وقع هجوم بالقنابل خلال قداس في كنيسة كاثوليكية تقع في بانياركور. أدى الهجوم إلى مقتل تسعة أشخاص.
قتل عامل إغاثة إيطالي مسيحي، سيزار تافيلا، في عام 2015. وأُطلق النار على بارولاري بييرو، وهو قس وطبيب كاثوليكي إيطالي، عدة مرات في عام 2015.
في عام 2016، تم ضرب رجل أعمال مسيحي يدعى سونيل جوميز حتى الموت، الجريمة كانت لدوافع دينية.
في 1 يوليو عام 2016، ذبح مجموعة من المسلحين الإسلاميين 20 رهينة مسيحي.
تعرض قسيس كنيسة الإيمان للكتاب المقدس للهجوم في أكتوبر عام 2016.

### المواقف تجاه المسيحية
بحسب مسح لمركز بيو للأبحاث نُشر عام 2013 يقول 10% من المسلمين البنغلاديشيين إنهم يعرفون بعضًا أو كثيرًا عن المعتقدات المسيحية، ويقول حوالي 17% من المسلمين البنغلاديشيين أنَّ المسيحية تختلف كثيراً عن الإسلام، بالمقارنة مع 68% منهم يقولون أنَّ للمسيحية الكثير من القواسم المشتركة مع الإسلام. وترتفع نسبة من يقولون أنَّ للمسيحية الكثير من القواسم المشتركة مع الإسلام (27%) بين المسلمين البنغلاديشيين الذين يقولون إنهم يعرفون بعضًا أو كثيرًا عن المعتقدات المسيحية، بالمقارنة مع المسلمين البنغلاديشيين الذين يقولون إنهم يعرفون القليل أو من لا يعلمون شيئاً عن المعتقدات المسيحية (16%). ويقول حوالي 10% من المسلمين البنغلاديشيين أنهم سيكونون مرتاحين بحالة زواج ابنتهم من مسيحي، بالمقارنة مع 14% بحالة زواج ابنهم من مسيحيَّة.